# Arnaud Leparmentier
Pour les articles homonymes, voir Leparmentier.
Arnaud Leparmentier, né le 16 octobre 1967 à Paris, est un journaliste français.
Il est correspondant du Monde à New York depuis 2017.

## Biographie

### Formation
Ancien élève du collège-lycée Ampère de Lyon (1978-1985) et du lycée privé Sainte-Geneviève de Versailles (1985-1987), il est diplômé de l'École des hautes études commerciales de Paris (HEC, promotion 1990).

### Carrière de journaliste
D'abord auditeur chez KPMG (1990) puis journaliste à Option finance (1992) et au Nouvel Économiste (1993), il arrive au Monde en 1995. Il est nommé correspondant en Allemagne (1997-2001) puis chef du bureau européen à Bruxelles (2001-2005). De 2005 à 2008, il est le chef du service politique du quotidien. Sous le quinquennat de Nicolas Sarkozy, il est chargé du suivi de l’Élysée. À partir de 2012, il est directeur adjoint des rédactions puis directeur éditorial. Depuis l'été 2017, il est correspondant du journal à New York.
Dans les années 2015-2016, il coanime chaque dimanche Questions politiques sur France Inter, ainsi que 28 minutes sur Arte chaque jeudi. Il tient également une chronique sur France Inter' le mercredi dans L'Édito, Un jour dans le monde.

### Prises de position et critiques
Favorable à une diminution du rôle de l’État dans le domaine économique, Arnaud Leparmentier note en 2002 dans les pages du quotidien Le Monde : « Depuis vingt ans les Etats européens ont fait le mauvais choix. Ils n’ont guère augmenté leurs dépenses régaliennes — police, justice, armée, dépenses administratives (…). En revanche, l’Etat social (santé, retraites, allocations familiales, chômage, aide au logement, RMI) ne cesse de progresser ».
Social-libéral revendiqué, sa couverture négative de l'action du gouvernement grec d'Aléxis Tsípras après son élection et pendant les négociations avec l'Eurogroupe pendant l'été 2015 fait l'objet de certaines critiques[Par qui ?],.
En 2015, le journal L'Humanité lui reproche de considérer que les salaires des travailleurs français sont trop élevés, de soutenir la réduction d'un tiers du SMIC à 691 euros et d'être favorable à un marché du travail plus libéral.
En 2015 également, Arnaud Leparmentier déplore une France devenant « année après année, plus socialiste que jamais », « étouffant sous l’impôt et la dépense publique », et handicapée par « un droit du travail parmi les plus protecteurs ».

## Fiction
Arnaud Leparmentier joue son propre rôle dans la série télévisée Baron noir (2016), en interviewant, en compagnie de Jean-Pierre Elkabbach et de Michaël Darmon, dans son émission Le Grand Rendez-vous, le conseiller fictif (incarné par Kad Merad) du président de la République, Francis Laugier (incarné par Niels Arestrup).

## Ouvrages
- Avec Stéphane Grand, Nicolas Sarkozy, les coulisses d'une défaite, Paris, L'Archipel, 2012, 280 p. (ISBN 978-2-8098-0719-6, BNF 42674236, présentation en ligne).
- Ces Français, fossoyeurs de l'euro, Paris, Plon, coll. « Tribune libre », 2012, 241 p. (ISBN 978-2-259-22008-8, BNF 43522807, présentation en ligne).

## Prix
- Prix du livre européen 2013 (section essai), pour Ces Français, fossoyeurs de l'euro[9].